# Bardowick
Bardowick (plattysk : Bewick) er en tysk by i delstaten Niedersachsen, og er administrationsby for Samtgemeinde Bardowick. Den ligger lidt nord for Lüneburg ved Ilmenau som er en biflod til Elben. Byen kendes fra år 795, og det var en efter tidens forhold stor og rig by i den tidlige Middelalder. I dag er der 5.845 indbyggere (2002).